# Ulochlaena fumea
Ulochlaena fumea är en fjärilsart som beskrevs av George Francis Hampson 1902. Ulochlaena fumea ingår i släktet Ulochlaena och familjen nattflyn. Inga underarter finns listade i Catalogue of Life.